# Jocelyn Vilar
Jocelyn Vilar de Melo (Ceará-Mirim, 11 de junho de 1898 – São Paulo, 5 de fevereiro de 1970) foi um advogado e político brasileiro, que foi prefeito de Martins e deputado estadual pelo Rio Grande do Norte.

## Biografia
Filho de José Hemetério Fernandes de Melo e Rita Vilar de Melo, nasceu em Ceará-Mirim em 11 de junho de 1895. Jocelyn trabalhou como telegrafista e posteriormente se formou em direto pela Universidade do Ceará em 1933. Foi casado com Alzira de Carvalho Vilar, que posteriormente foi prefeita de Martins. Não teve filhos.
Foi presidente da Cooperativa Agropecuária de Martins na década de 1940.

## Carreira política
Nas eleições de 1945, Vilar foi candidato a deputado federal pela UDN, angariando 5.013 votos e sendo o segundo suplente do partido.
No ano de 1948, pela UDN, foi eleito prefeito de Martins para o quadriênio 1949-1952, com 802 votos.
No pleito de 1954, pela UDN, Vilar foi o segundo deputado mais votado da eleição, fazendo 3.523 votos.
Em 1955, foi candidato ao governo do Rio Grande do Norte. Vilar havia rompido com a UDN após um acordo entre Dinarte Mariz e Café Filho e se filiado ao PSD, por consequência de sua relação com Aluízio Alves. Com apoio da família Rosado, de Mossoró, recebeu 45,29% dos votos e acabou derrotado por Dinarte.
Foi reeleito deputado já pelo PSD em 1958, com 3.282 votos e em 1962, com 2.918 votos.
Após a promulgação da ditadura militar e a implantação do bipartidarismo, Vilar se filiou à ARENA, onde seguiu sua carreira como deputado estadual sendo reeleito no pleito de 1966 com 4.792 sufrágios.
Como deputado, atuou diretamente em questões relacionadas à criação de municípios, tendo participado na emancipação de cidades como Antônio Martins, Paraú, Riacho da Cruz e Rodolfo Fernandes.

## Morte
No começo de 1970, Jocelyn Vilar adoeceu e foi para São Paulo para realizar alguns tratamentos. Morreu em 05 de fevereiro de 1970 no Hospital das Clínicas de São Paulo. Foi sepultado no Cemitério do Alecrim, em Natal.
Após sua morte, foi homenageado com seu nome dado a ruas e a um bairro de Martins, onde fez sua carreira política.